# Reserva natural de Xianghai

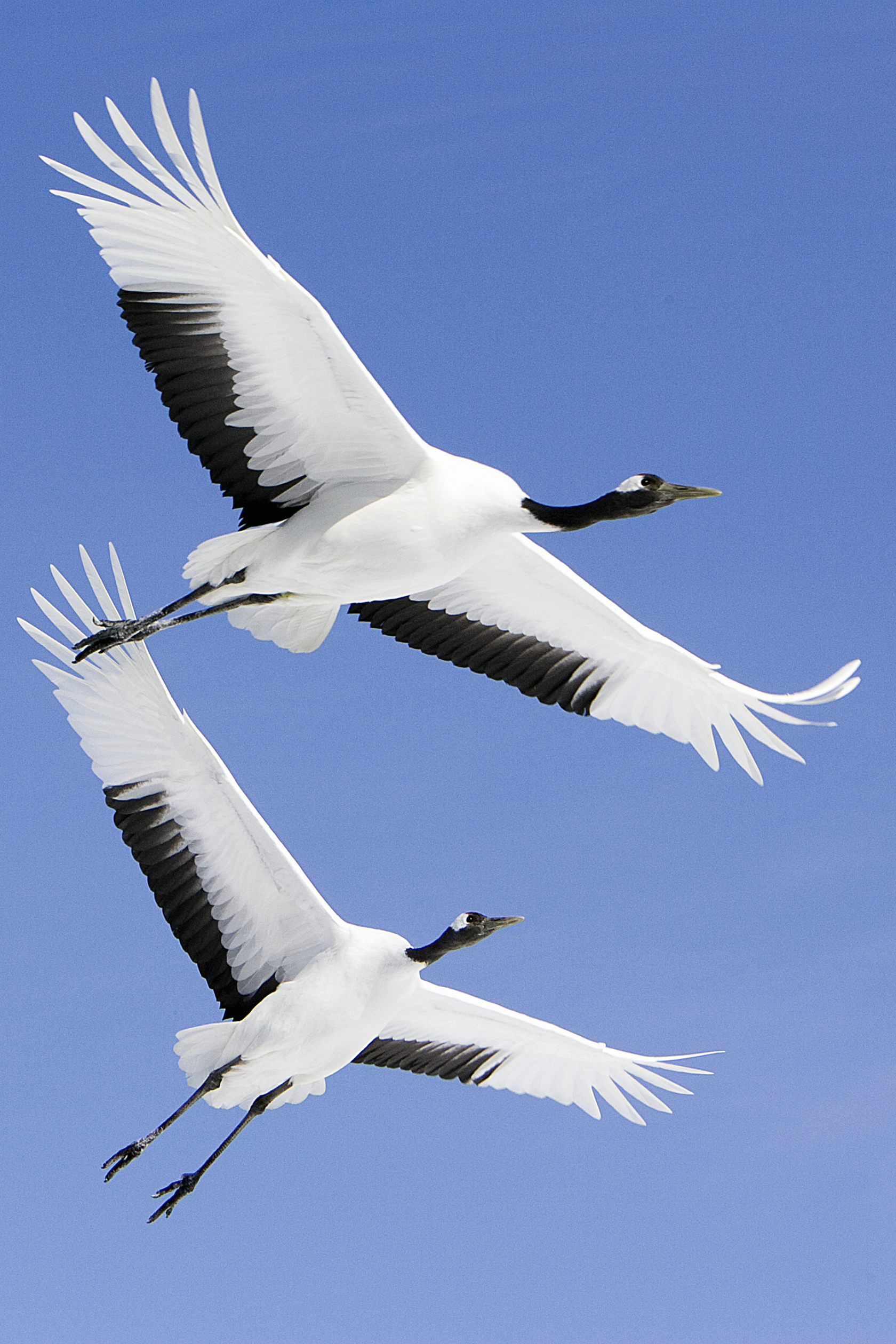
Grulla de Manchuria o de coronilla roja, presencia importante en la reserva, entre otros 6 tipos de grulla.

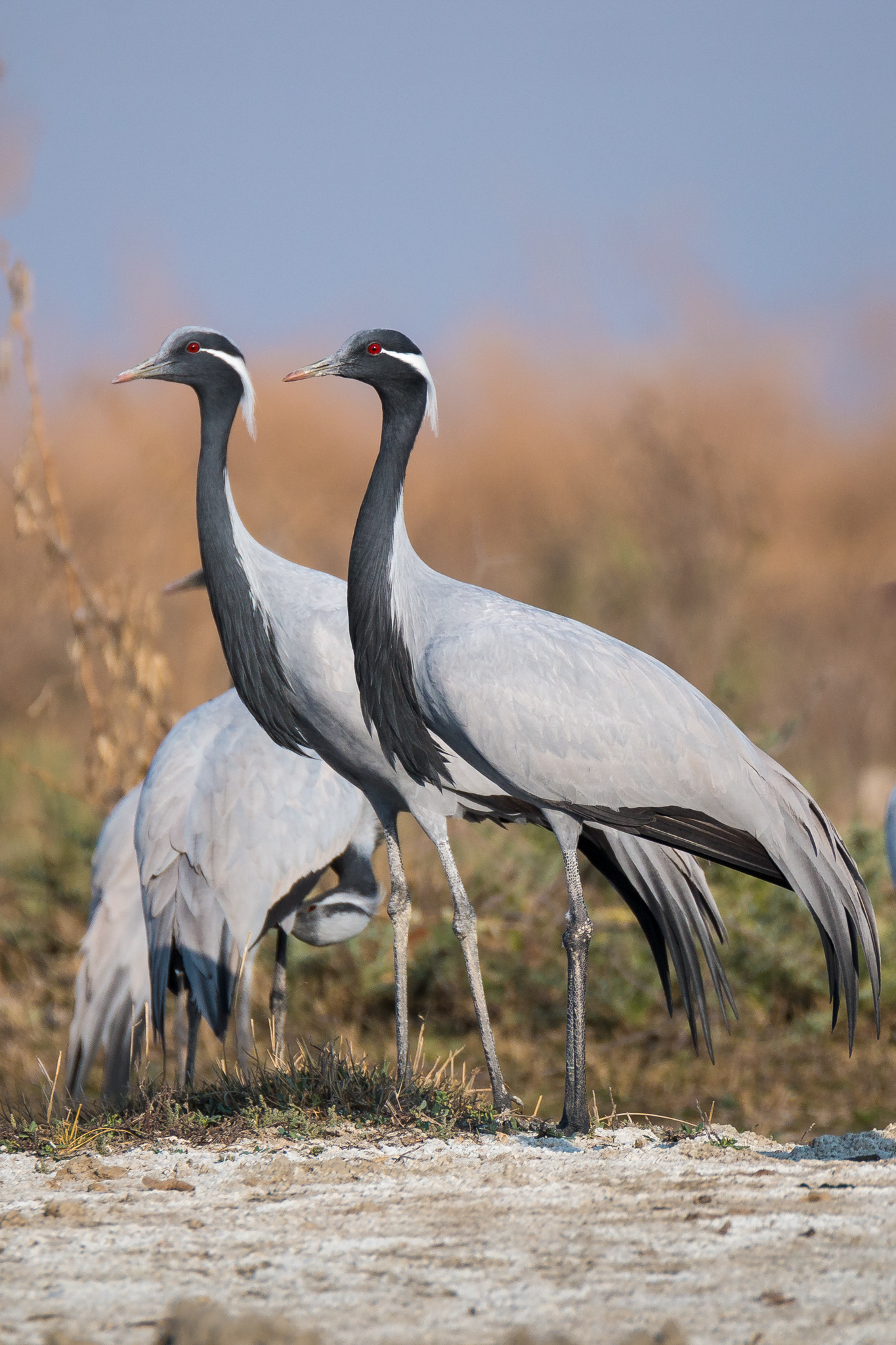
Grulla damisela, también presente en la reserva.

La Reserva natural de Xianghai (xiàng hǎi guó jiā zì rán bǎo hù qū 向海国家自然保护区) se encuentra en la localidad de Xianghai, 70 km al noroeste de la ciudad de Baicheng, en la provincia de Jilin, en China. Está situada en el borde de la llanura del Noreste de China y al este de los pastizales de Horqin (Mongolia Interior), entre 44°50′～45°19′N y 122°05′～122°35′E, con una extensión de 105467 ha (1055 km²). Tiene una longitud de 45 km de sur a norte y 42 km de este a oeste. 
La reserva fue establecida por el Gobierno provincial de Jilin en 1981, en 1986, el gobierno estatal lo declaró bosque nacional y reserva natural y fue añadida a los humedales de importancia internacional en 1992.

## Características
La Reserva natural de Xianghai es un humedal de primera clase en el mundo. Consiste en praderas o pastizales, con dunas fijas, pantanos y lagos dispersos por todas partes que tienen una profundidad de no más de 3 metros. La temperatura media aquí es de 4,9 °C y la precipitación anual es de 400-450 mm. Debido a la evaporación, que alcanza los 1890 mm, ha sufrido un proceso de desertización, pero el frío mantiene los pastizales, ya que solo está libre de heladas unos 170 días al año. La principal atracción son las grullas, las cigüeñas blancas y el olmo de Siberia, Hay una gran zona de pantanos que está llena de juncos, pero también hay pradera esteparia y dunas cubiertas de olmos que forman un curioso paisaje.

#### Fauna
Se han identificado 293 especies de aves. Entre estos se encuentran más de 20 tipos de aves rapaces como el águila real, el pigargo, el buitre, el halcón y el halcón pescador. Otras aves incluyen la avutarda, el ganso silvestre, el ganso de frente blanca y la especie en peligro de extinción, la cigüeña blanca, ave protegida de primera clase. Entre las muchas aves de Xianghai, la grulla es la más famosa. Xianghai tiene 6 de los 14 tipos de grullas del mundo: grulla de Manchuria, grulla siberiana, grulla común, grulla monje, grulla damisela y grulla cuelliblanca. Se gana la reputación de "la ciudad natal de las grullas", debido a los grandes grupos de grullas y al número de especies de grullas. Además de las grullas, en Xianghai hay 37 especies de depredadores, por ejemplo, corzo y lobo, 19 tipos de peces: arenque, carpa herbívora, carpa y pez mandarín, 14 tipos de anfibios y reptiles.

## Sitio Ramsar de Xianghai
En 1992, toda la reserva se declaró sitio Ramsar número 548 con la misma extensión de 1055 km². Forma parte de la red mundial de grullas. Está definido como un sistema de marismas de agua dulce, lagos, pastizales y una serie de canales de riego entrelazados, alimentados por tres ríos principales. El sitio incluye dunas, plantaciones, tierra cultivadas y embalses sujetos a inundaciones primaverales. Hay al menos 30 especies de mamíferos y el área es importante para la cría y la invernada de aves acuáticas. En la reserva hay unos 15.000 habitantes, que practican la agricultura, crían ganado y, en invierno, recogen juncos para la industria del papel.